# Eve Stewart
Eve Stewart (Londra, 1961) è una scenografa britannica.

## Biografia
Nel 1993 ha lavorato sul set del film Naked - Nudo. Nel 1995 ha partecipato alla realizzazione del cortometraggio Skin, diretto da Vincent O'Connell e interpretato da Ewen Bremner. Nel 2000 ha ricevuto una nomination ai Premi Oscar 2000 nella categoria migliore scenografia per Topsy-Turvy - Sotto-sopra. Successivamente lavora in diversi film di Tom Hooper, tra cui Il discorso del re e Les Misérables, che le valgono altre due nomination ai Premi Oscar, rispettivamente nel 2011 e nel 2013. 
Nel 2013 ha vinto il Premio BAFTA. Tra gli altri film di cui ha curato la scenografia vi sono Il maledetto United (2009), Wild Child (2008), The Hole (2001), Tutto o niente (2002) e Millennium - Quello che non uccide (2018). Nel 2016 ha realizzato la scenografia per "The Danish Girl" che le ha valso nuovamente la candidatura all'Oscar come Miglior scenografia.